# Phân công lao động
Phân công lao động là sự phân chia lao động để sản xuất ra một hay nhiều sản phẩm nào đó mà phải qua nhiều chi tiết, nhiều công đoạn cần nhiều người thực hiện. Có hai loại phân công lao động là phân công lao động cá biệt và phân công lao động xã hội.
Phân công lao động cá biệt là chuyên môn hóa từng công đoạn của quá trình sản xuất trong từng công ty, xí nghiệp, cơ sở sản xuất.
Phân công lao động xã hội là chuyên môn hóa từng ngành nghề trong xã hội để tạo ra sản phẩm được trao đổi trên thị trường.